# Semih Saygıner
Semih Saygıner (* 12. November 1964 in Adapazarı), auch unter den Spitznamen „Mr. Magic“ oder „The Turkish Prince“ bekannt, ist ein professioneller türkischer Billardspieler und Weltmeister.

## Karriere

### Anfänge
Mit 14 Jahren verlor er seine Eltern bei einem Verkehrsunfall. Im Alter von 16 Jahren fing er an, Billard zu spielen. 1991 belegte er bei den German Open in Berlin den 9. Platz. 1993 gewann er in Berlin beim Dreiband-Weltcup seine erste Medaille (Bronze), 1997 war er der erst vierte Spieler, der einen Satz (15 Punkte) in 1 Aufnahme beenden konnte. 1994 gewann er in Gent seine erste Goldmedaille, 1996 in Antwerpen dann Silber, weitere Podestplätze folgten (s. Erfolge).
Seine bislang größten Erfolge sind der Sieg bei der Dreiband-Weltmeisterschaft 2003 und die Bronzemedaille im Dreiband bei den World Games 2005. Zudem wurde er 1999 Dreiband-Europameister sowie Dreiband-Vizeeuropameister der Jahre 2000 und 2006. Beim ersten AGIPI Billiard Masters 2008 erreichte er Platz 3. 2003 und 2004 gewann er zusammen mit Tayfun Taşdemir die Dreiband-Team-WM.

### Nach Sperrung durch den türkischen Verband (2007–2014)
Nachdem er jahrelang wegen Unstimmigkeiten mit dem Präsidenten des türkischen Billardverbandes TBF von diesem gesperrt worden war (2007–2014) und an internationalen Turnieren nicht teilnehmen durfte, arbeitete er sich langsam wieder in die Weltspitze vor. 2016 wurde er Dritter bei der Dreiband-WM und 2018 gewann er seine erste Medaille (Silber) seit 2007 beim Weltcup in Blankenberge. Im August 2018 beim bis dahin höchstdotierten Einladungsturnier McCreery Dreiband Champion of Champions kam er auf den dritten Platz. Im folgenden Oktober auf der Weltmeisterschaft in Kairo konnte er in der Finalrunde zunächst den koreanischen Altmeister von 2014 Choi Sung-won besiegen, dann Eddy Leppens und Tonny Carlsen, ehe er im Halbfinale knapp mit 37:40 dem Niederländer Dick Jaspers unterlag. Es war seine dritte WM-Medaille.
Am 27. November 2018 spielte er sein bis dahin bestes Spiel. Im Viertelfinale des französischen Weltcups in La Baule traf er auf den frisch gekürten Weltmeister Dick Jaspers und schlug ihn in nur 6 Aufnahmen mit 40:25 und einem neuen Weltcuprekord im Einzeldurchschnitt (ED) von 6,666.
Saygıner ist auch in der Disziplin Billard Artistique erfolgreich, was er gerne auf Exhibitions oder als Zwischeneinlage bei Turnieren, wie dem Verhoeven Open dem Publikum und den Medien vorführt.
Vier Jahre nach seiner Rückkehr aus einer fast 10-jährigen Spielpause, die durch Streitigkeiten mit dem nationalen Verbandspräsidenten entstanden, hat sich Saygıner im September 2019 bei den Survival 3C Masters über die „2. Chance“ des Turniers ins Finale gespielt. Er siegte vor dem Koreaner Cho Jae-ho und Eddy Merckx. Es war sein erster Turniersieg nach 2004. Nach der „Zwangsspielpause“ hatte er schon mehrfach auf dem Podest gestanden, jedoch nie ganz oben. Seit 2016 gewann er zweimal Bronze bei Weltmeisterschaften, war einmal Finalist beim Weltcup und zweimal Dritter in New York bei den Verhoeven Open.

### Spielaufnahme nach COVID-19-Pause 2021/22
Nach einer gut 20-monatigen Zwangspause, verursacht durch die COVID-19-Pandemie, während der keine Turniere auf internationaler Ebene stattfanden, startete die Saison 2021/22 verspätet im November 2021 mit dem Dreiband-Weltcup in Veghel, bei dem Semih Saygıner im Achtelfinale gegen den späteren Sieger Daniel Sánchez aus Spanien verlor und den 11. Platz belegte. Eine Woche später gehörte er zu den geladenen Spielern der Lausanne Billard Masters 2021 in der Schweiz. Im Halbfinale verlor er gegen seinen Landsmann Tayfun Taşdemir und kam auf den dritten Platz, gemeinsam mit Jérémy Bury aus Frankreich. Anfang Dezember 2021 folgte der Dreiband-Weltcup im ägyptischen Scharm asch-Schaich. Als Neunter der Weltrangliste konnte Saygıner direkt im Achtelfinale der Hauptrunde einsteigen. Dort gewann er sein Spiel gegen den mehrfachen Weltmeister Eddy Merckx aus Belgien knapp mit 50:49. Nach seinem Viertelfinalsieg gegen den Koreaner Kim Jun-tae traf er im Halbfinale auf den amtierenden Weltmeister Torbjörn Blomdahl aus Schweden. Saygıner kam gut ins Spiel und konnte mit einer Höchstserie von 12 das Spiel nach nur 16 Aufnahmen mit 50:22 und einem Einzeldurchschnitt von 3,125 für sich entscheiden. Im Finale traf er auf den Weltranglistenersten Dick Jaspers aus den Niederlanden. In einem hart umkämpften Spiel gewann er die Partie nach 27 Aufnahmen mit 50:37 und konnte nach 17 Jahren (WC 2004/2 in Athen) seinen ersten Weltcupsieg feiern. Bei der vier Tage später am selben Ort stattfindenden Weltmeisterschaft traf er auf den Kolumbianer Mauricio Gutierrez und Riad Nady aus Ägypten. Da er beide Spiele knapp mit 34 bzw. 36:40 verlor, war für ihn keine Teilnahme an der Finalrunde mehr möglich. Bei der Türkischen Nationalmeisterschaft gewann Saygıner erneut den Meistertitel und die Führung der nationalen Rangliste.

## Ehrungen
- Zaman Newspaper Sports Personality of the Year Special Award: 2003
- Millet Newspaper Sports Personality of the Year Special Award: 2014

## Erfolge

### International
- Dreiband-Weltmeisterschaft:  2003  2016, 2018, 2019
- Dreiband-Weltcup (Einzelturniere):  1994/7, 1998/9, 2000/1, 2001/1, 2003, 2004/2, 2021/2  1996/7, 1999/2, 2001/5, 2004/5, 2006/5, 2007/3, 2018/3  1993/3, 1997/6, 1998/3, 1998/6, 1998/7, 1998/8, 1991/1, 2001/3, 2001/4, 2004/1, 2004/3, 2005/1, 2005/2, 2007/2, 2018/5, 2018/7
- Dreiband Grand Prix:  1995/3, 1996/3, 1999/5  1995/2, 1996/5
- World Games:  2005
- Dreiband-Weltmeisterschaft für Nationalmannschaften:  2003, 2004
- Dreiband-Europameisterschaft:  1999  2000, 2006
- Dreiband-Team-EM:  2020
- Verhoeven Open:  2005, 2015  2006, 2007, 2019
- McCreery Dreiband Champion of Champions:  2018 (Halbfinalist)
- AGIPI Billiard Masters:  2008
- Survival 3C Masters:  2019/4  2018/2  2018/3
- LG U+ Cup 3-Cushion Masters:  2019
- Lausanne Billard Masters:  2021
- US Open:  1999, 2000 (2 ×)
- Mexico Open:  2000
- Griechenland Open:  2000
- Metropol Diamond Cup (Antwerpen):  2001
- Japan Cup:  2002
- Super Cup (Antwerpen):  2004
- Korea Open:  2007
- Yamane Cup (Tokio): 2009
- Columbia Open:  2012

### National
- Turkey Grand Prix Championship:  29 ×
- Turkey Championship (Dreiband):  17 ×
- Turkey Championship:  10 ×
- Turkey Championship (Cadre 47/2):  1 ×
- Turkey Championship (Einband):  1 ×